# 北克里克 (紐約州)
北克里克（英語：North Creek）是位於美國紐約州沃倫縣的普查規定居民點。

## 人口
根據2020年美國人口普查的數據，北克里克的面積為4.70平方千米，當中陸地面積為4.55平方千米，而水域面積為0.15平方千米。當地共有人口562人，而人口密度為每平方千米119.57人。